# Nemzeti Bajnokság II 1908–1909
Nemzeti Bajnokság II 1908–09 sau liga a doua maghiară sezonul 1908-1909, a fost al 9-lea sezon desfășurat în această competitie. Echipele românești înscrise în acest sezon au fost: CA Arad, AS Poștașii Arad, Academia Comercială Cluj - KASK, CA Cluj - KAK, CS Feroviar Cluj - KVSK(azi CFR Cluj), AS Târgu Mureș și FC Cluj.

## Istoric
Ca efect benefic al primului campionat rural, până în acest an au apărut un număr suficient de asociații în toate cele patru serii regionale.

## Districtul de Sud
Pentru prima dată au debutat pentru campionatul din acest district, Clubul de Atletism Seghedin, Clubul de Atletism Arad și Asociația Sportivă a Poștașilor Arad.
| Poz | Echipă             | Pld | W | D | L | GF | GA | GD  | Pct |
| --- | ------------------ | --- | - | - | - | -- | -- | --- | --- |
| 1   | CA Bacska Subotica | 8   | 8 | 0 | 0 | 13 | 6  | +7  | 16  |
| 2   | CA Seghedin        | 8   | 6 | 0 | 2 | 9  | 7  | +2  | 12  |
| 3   | CA Arad            | 8   | 3 | 0 | 5 | 6  | 3  | +3  | 6   |
| 4   | AS Poștașii Arad   | 8   | 3 | 0 | 5 | 2  | 14 | -12 | 6   |
| 5   | Kaposvár AC 1      | 8   | 0 | 0 | 0 | 0  | 0  | 0   | 0   |

1 A demisionat înaintea turneului.

## Districtul de Est
Asociația Sportivă Târgu Mureș și Clubul de Fotbal Cluj-Napoca s-au înscris pentru prima dată în acest district. FC Cluj, recunoscându-și puterea de joc moderată și evitând înfrângeri grele, a dat înapoi înaintea primului meci, dar a fost urmat în scurt timp de AS Târgu Mureș.
| Poz | Echipă                          | Pld | W | D | L | GF | GA | GD | Pct |
| --- | ------------------------------- | --- | - | - | - | -- | -- | -- | --- |
| 1   | Academia Comercială Cluj - KASK | 8   | 7 | 1 | 0 | 13 | 6  | +7 | 15  |
| 2   | CA Cluj - KAK                   | 8   | 5 | 1 | 2 | 16 | 12 | +4 | 11  |
| 3   | CS Feroviar Cluj - KVSK         | 8   | 4 | 1 | 3 | 4  | 11 | -7 | 9   |
| 4   | AS Târgu Mureș 1                | 8   | 2 | 0 | 6 | 1  | 5  | -4 | 4   |
| 5   | FC Cluj 2                       | 8   | 0 | 0 | 8 | 0  | 0  | 0  | 0   |

1 S-a retras.
2 S-a retras înainte de primul meci.

## Pentru titlul „cea mai bună echipă rurală”:
Anul acesta, în premieră, turneul echipelor campioane ale celor patru raioane rurale, pentru titlul de „Cea mai bună echipă rurală”, a avut loc la Budapesta, pe terenul Margitsziget(Insula Margareta) a clubului MAC.

### Semifinale:
Kassai Athletic Club/CA Kosice – Academia Comercială Cluj - KASK 7:0
CA Bácska Szabadkai/CA Bacska Subotica – Departamentul de Gimnastică Egetertés Győr 0:0, 0:5

### Finala
Košice Atletic Club – Győr ETO 3: 2

## Finala campionatului național
Din cauza interdicției de fotbal din vară, pe 3 octombrie a avut loc prima finală de campionat național dintre Kosice/Kassai AC (campioana rurala a ligii a doua) și Campioana ligi a doua urbane Budapesta (CS Ferencváros).
Clubul Sportiv Ferencváros - Kassai AC 11: 0
Meciul a arătat un echilibru de putere foarte inegal și a arătat decalajul dintre capitală și fotbalul rural la acea vreme.

## Resurse
1. ↑  „Campionatul Rural - Districtul de Sud 1908/1909”. MF. 25 iulie 2005. Accesat în 27 ianuarie 2022.
2. ↑  „Campionatul Rural - Districtul de Est 1908/1909”. MF. 25 iulie 2005. Accesat în 27 ianuarie 2022.